# Tajlak Batyr
Tajlak Batyr (Kirgizisch: Тайлак Батыр, 1796-1838) was een Kirgizische batyr die gedurende ongeveer 20 jaar streed tegen invasies vanuit het Qing-rijk en het Kanaat van Kokand.
Tajlak werd geboren aan de oevers van de rivier de Naryn in een gezin uit de stam Sajak. Vanaf 1832 stond hij samen met zijn broer Atantaj aan het hoofd van een klein leger in de centrale Tiensjan, dat streed tegen het veel sterkere leger van de Kokandse heerser Madali Khan. Deze stuurde speciale troepen om hem gevangen te nemen. Nadat zijn broer in 1837 werd gedood, zette hij de strijd voort. In 1838 wist een Kokandse verkenner hem te vergiftigen, waarna de Kirgizische troepen werden verslagen in het berggebied bij Toguz-Toro en het gebied aan het kanaat werd onderworpen.
Tajlak werd samen met zijn broer begraven bij de samenvloeiing van de rivier de Koertka met de Naryn (41° 26′ 19″ NB, 75° 2′ 5″ OL), iets ten zuiden van het dorp Dzjangytalap (Jangy-Talap). Boven zijn graf werd een mausoleum (gumbez) opgericht, dat tegenwoordig een toeristische trekpleister vormt. Rondom het mausoleum liggen diverse andere Kirgizische personen begraven.

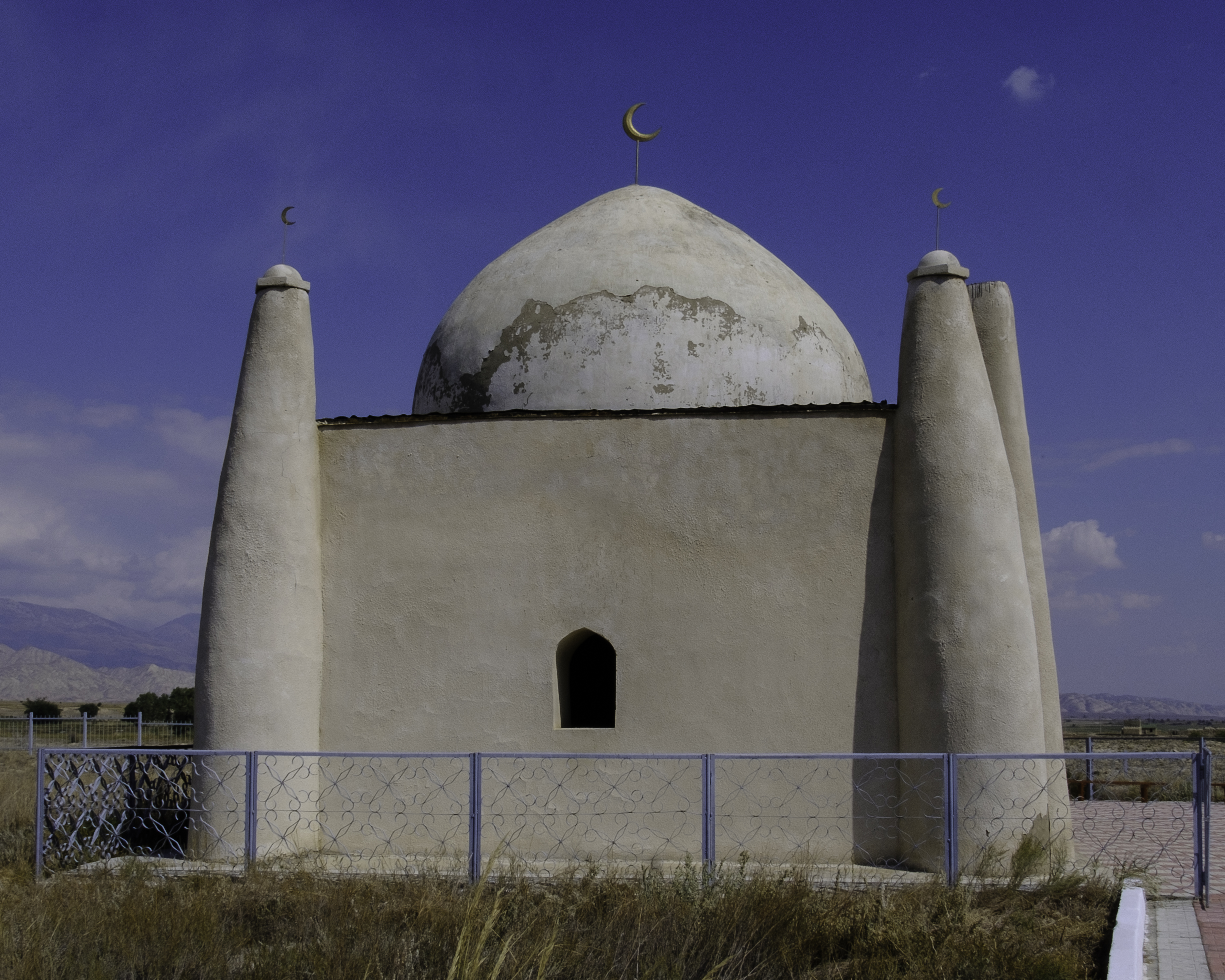
Mausoleum van Tajlak Batyr
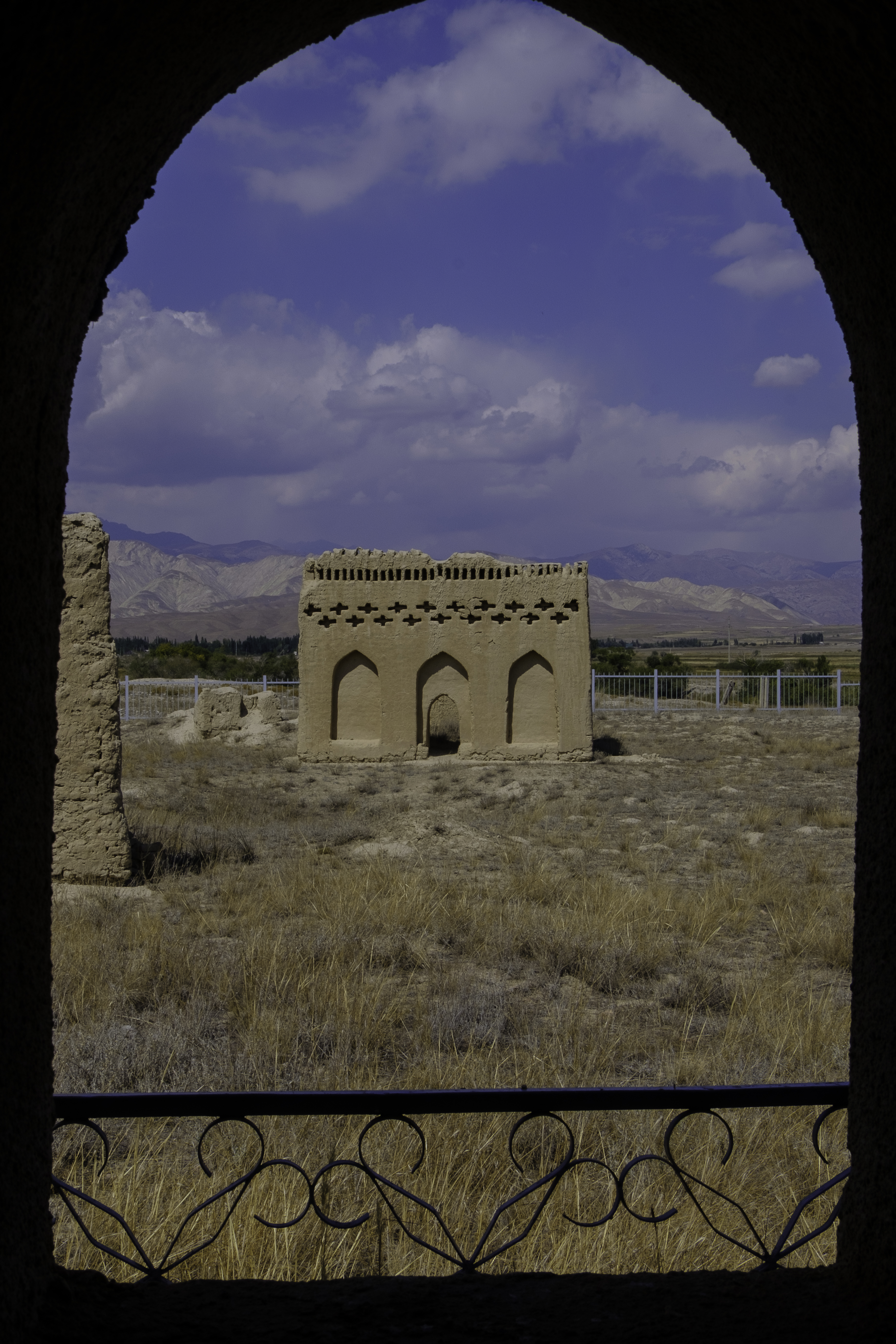
Mausoleum nabij dit mausoleum
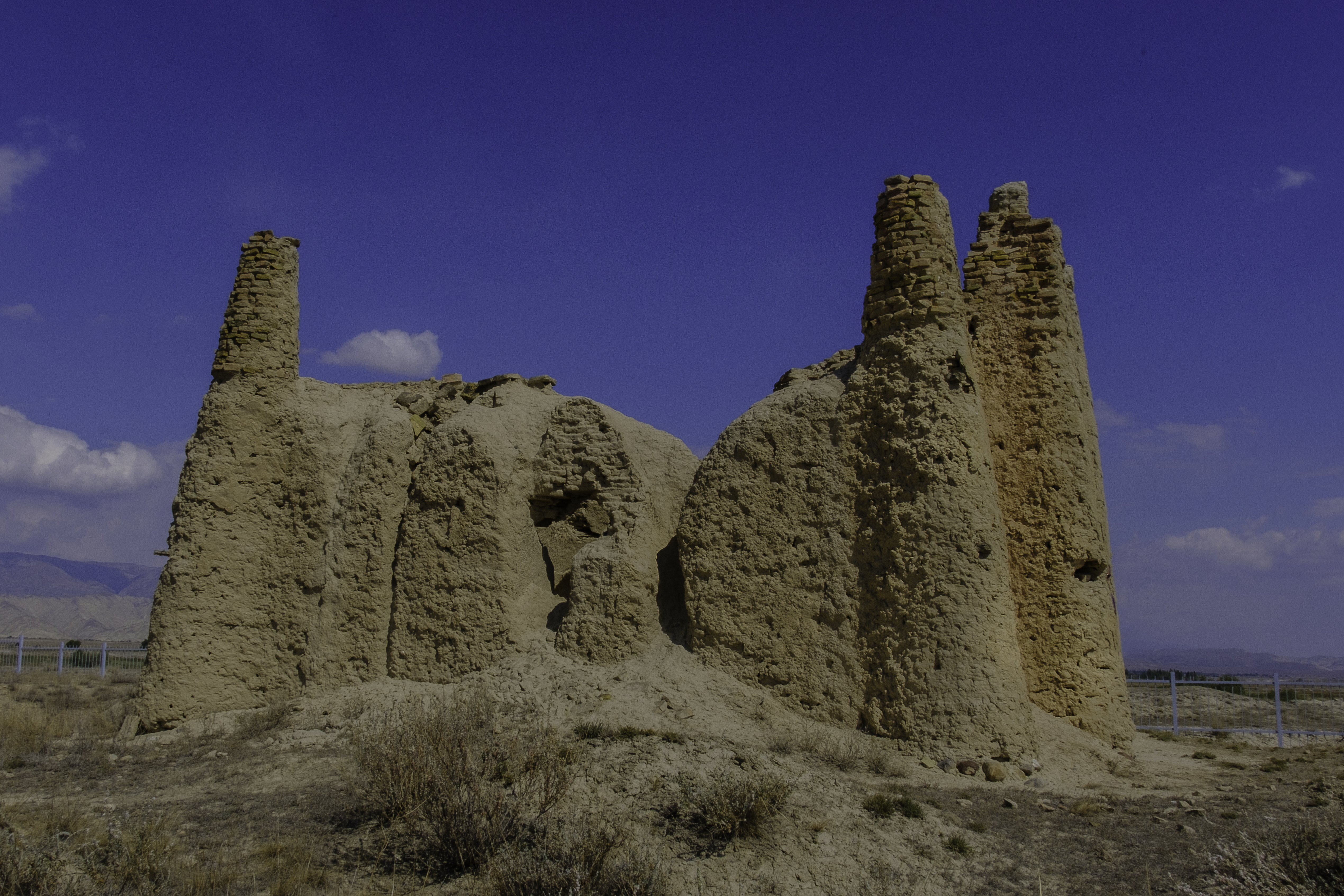
Restanten van een ander mausoleum bij het mausoleum van Tajlak Batyr